# Roewe i6
La Roewe i6 è un'autovettura prodotta dalla casa automobilistica cinese Roewe dal 2017.

## Descrizione
La Roewe i6, nome in codice IP31, è stata lanciata al Guangzhou Auto Show 2016, come erede della Roewe 550. Condivide la piattaforma con la berlina MG 6 di seconda generazione.

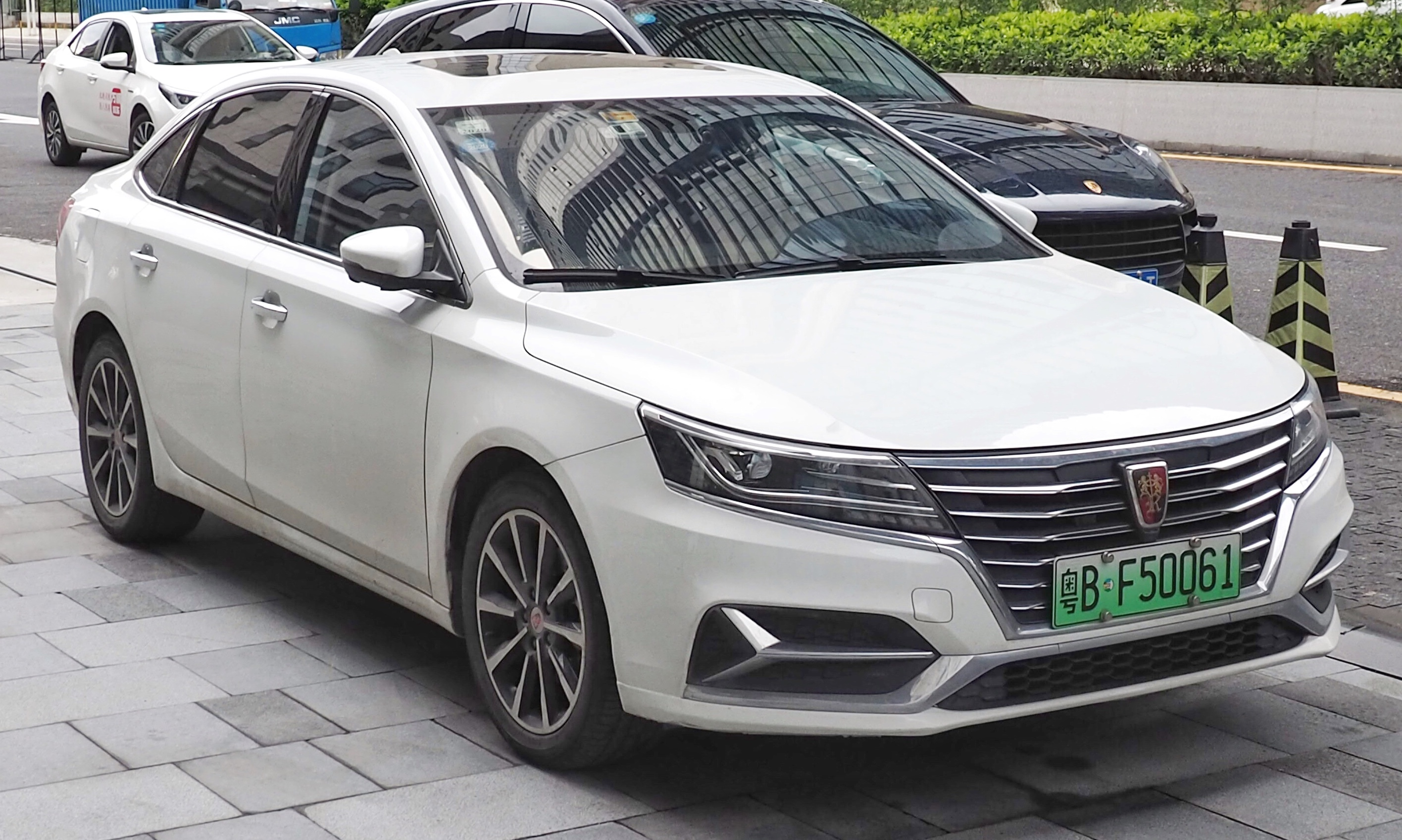
Roewe ei6

L'i6 è disponibile con due motorizzazioni benzina turbocompresse: un tre cilindri 1.0 da 125 CV e un 1.5 turbo da 170 CV.

### ei6
La Roewe ei6, nome in codice IP34, è la variante ibrida ricaricabile della Roewe i6 ed è stata lanciata al Salone dell'auto di Guangzhou 2016. Come anche per le Roewe RX5 ed eRX5, la principale differenza stilistica tra le due versioni termiche ed elettrificate sta nelle griglie frontali. L'ei6 utilizza un 1.0 abbinato ad un motore elettrico da 82 CV.